# 姜鳳龍
姜 鳳龍（カン・ボンヨン、朝鮮語: 강봉용、1915年1月9日 - 1995年10月17日）は、大韓民国の政治家。第6代馬山市長、慶尚南道議会議員、第5代韓国国会議員を歴任した。本貫は晋州姜氏。
カン・ボンニョン（강봉룡）という表記も見られる。

## 経歴
日本統治時代の慶尚南道宜寧郡出身。金海公立農業学校（現・金海生命科学高等学校）、食糧事務所宜寧出張所長、国民会宜寧郡支部副支部長、民主党創党委員・中央委員・常務委員・訓練部長・宜寧郡党委員長などを務めた。
1995年に持病により死去、享年81（82）。